# Église des Croisiers de Diest
L'église des Croisiers (Kruisherenkerk en néerlandais), également appelée église Sainte-Barbe (Sint-Barbarakerk) ou église des Augustins (Augustijnenkerk), est une église de style baroque située sur le territoire de la ville belge de Diest, dans la province du Brabant flamand.

## Historique
L'église est classée monument historique depuis le 4 avril 1944 et figure à l'Inventaire du patrimoine immobilier de la Région flamande sous la référence 41615.